# Asociación de Editores de Diarios Españoles
La Asociación de Editores de Diarios Españoles (AEDE) es una asociación con ánimo de lucro que agrupa editores de diarios de ciertas características de España. Entre los requisitos para formar parte se encuentra que sean mayoritariamente privados y que publiquen al menos 5 veces a la semana de forma no gratuita.
Legalmente fue creada el 3 de octubre de 1977 como asociación de ámbito nacional bajo la Ley orgánica de asociaciones. En su estatuto aduce entre sus objetivos la defensa de la libertad de expresión e independencia de los editores, de los intereses de sus miembros frente a otros actores del mercado, y una justa compensación por derechos de autor, entre otros; aplicando tanto a los medios impresos como a los digitales.
En mayo de 2017 se refundó, pasándose a llamar Asociación de Medios de Información (AMI). El elegido para presidir la nueva asociación fue el conocido editor Francisco Javier Moll de Miguel.
En octubre de 2017, la asociación emitió un comunicado en defensa de la Constitución y la unidad de España.
En diciembre de 2017, AMI presentó el Libro Blanco de la Información en que se destacaba la mejoría de los resultados económicos en el sector de la prensa.
En 2018 la agencia EFE se incorporó a AMI.